# Туджаров
Туджаров е българско фамилно име произлизащо от думата туджар старо название за търговец, дребен пътуващ търговец. Нарицателното туджар навлиза по нашите земи през турското tüccar, търговец.

## Личности с такова родово име
- - Туджаров
- Христо Ясенов псевдоним на Христо Павлов Туджаров (1889 – 1925), български поет
- Димитър Туджаров — Шкумбата (1954 – ), български шоумен